# حدائق مصر القديمة

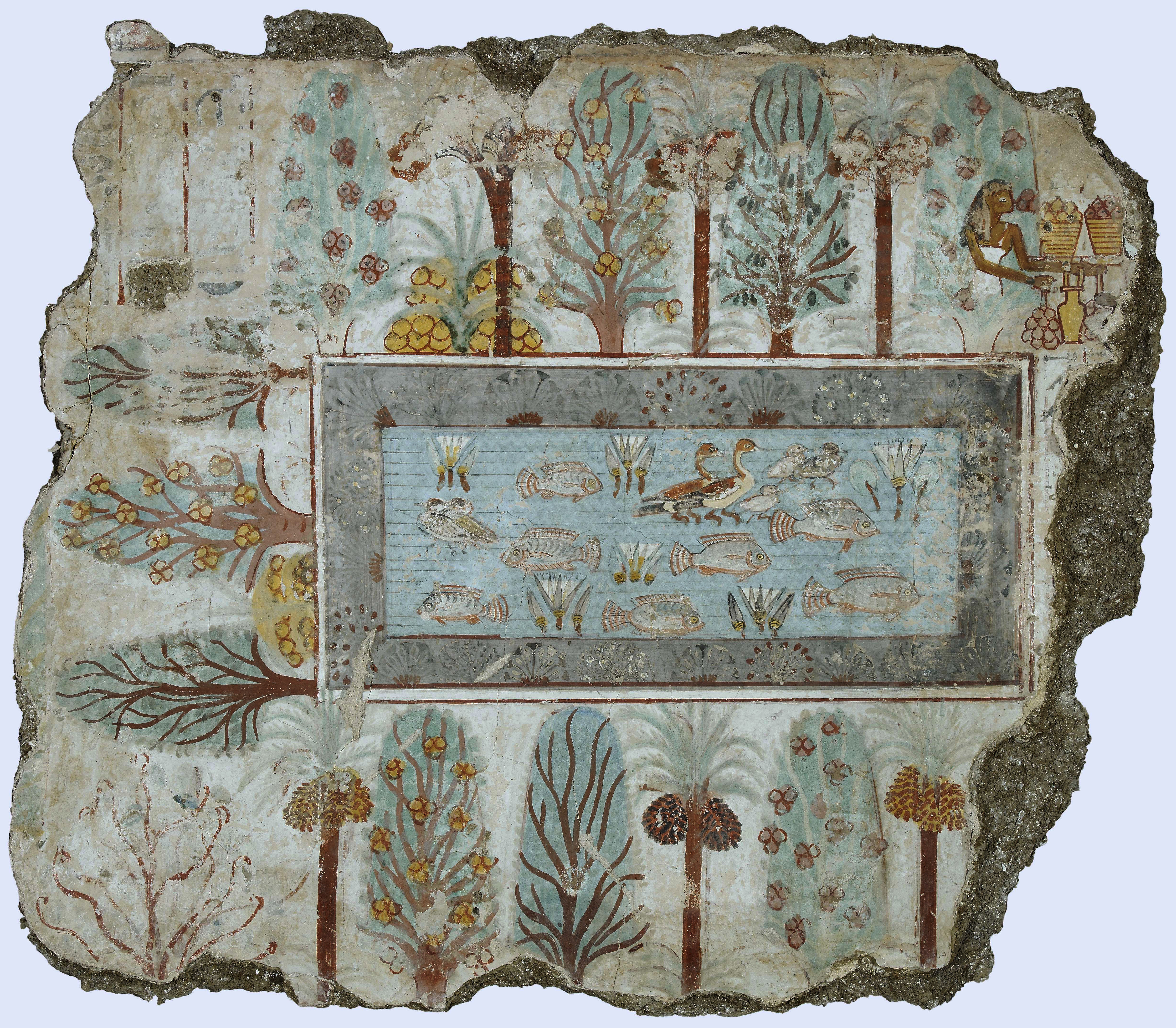
بركة سمك مستطيلة الشكل بها البط و لوتس دائرية مزروعة بأشجار النخيل والفاكهة، في لوحة جدارية من مقبرة نب آمون ، طيبة، الأسرة الثامنة عشر

ربما بدأت حدائق مصر القديمة كبساتين فواكه وحدائق نباتية مروية بمياه النيل. ومع ازدياد ثراء البلاد، تطوروا تدريجياً إلى حدائق ممتعة بها أزهار وبرك ووديان من أشجار الفاكهة والظل. كان للمعابد والقصور والمساكن الخاصة حدائقها الخاصة، وكانت نماذج الحدائق توضع أحيانًا في المقابر حتى يتمكن أصحابها من الاستمتاع بها في حياتهم الآخرة.
شكل فن الحدائق في مصر القديمة بالدين. بسبب الحفريات ونقوش المعابد واللوحات الجدارية، كانت ثقافة الحديقة هذه وإنشاء المطبخ وحدائق الزينة موجودة منذ الألفية الثالثة قبل الميلاد على الأقل. موثقة بشكل جيد نسبيا. كانت الأهرامات والمعابد، التي تحيط بها الصحراء الآن، محاطة بحدائق كبيرة. بالإضافة إلى ذلك، امتلك الملوك والطبقة العليا المصرية حدائق ترفيهية مصممة ببذخ.

## الملامح العامة
حديقة تاريخية. كان هناك القليل من هذه الحدائق، خاصة تلك التي بناها الملك وكبار الكهنة وربما المسؤولون. كان عادة مسرح الاحتفالات الدينية. سلف الحدائق المعمارية. لم يتم تشكيلها بوعي، ولكن بناءً على اعتبارات عملية.
- محاط بسور حجري مرتفع - لمنع حدوث عاصفة رملية
- على أساس مستطيل منتظم
- في الوسط كان هناك قناة بطول 50-1000 متر، والتي كانت تستخدم ليس فقط للري ولكن أيضًا كمكان للاحتفالات الدينية.
- تم زرع القليل من النباتات، لكنها كانت في شكل هندسي منتظم. لقد أحبوا بشكل خاص استخدام النباتات سريعة النمو وذات الأوراق العالية والعمر الطويل.

## تاريخ
اعتمد تاريخ وشخصية الحدائق في مصر القديمة، مثلها مثل جميع جوانب الحياة المصرية، على النيل، وشبكة القنوات التي كانت تستمد منه المياه. تم رفع المياه من نهر النيل في دلاء جلدية وحملها على الأكتاف إلى الحدائق، وبعد ذلك، بدءًا من القرن الرابع قبل الميلاد تقريبًا، تم رفعها من الآبار بواسطة الرافعات ذات الأوزان الموازنة التي تسمى الشادوف. كانت أقدم الحدائق تتكون من أحواض زرع مقسمة إلى مربعات بجدران ترابية، بحيث يمكن أن تتسرب المياه إلى التربة بدلاً من أن تضيع. تنتمي الحدائق إلى المعابد أو المساكن. كانت الحدائق العلمانية تقع بالقرب من النهر أو القنوات وكانت تستخدم أساسًا لزراعة الخضروات. ابتداءً من عصر الإمبراطورية المصرية، كانت الحدائق مرتبطة بمساكن أكثر فخامة وأحيانًا محاطة بجدران. تم استخدام حدائق المعبد لتربية بعض الخضروات للاحتفالات.

## حدائق القصر
ظهرت حدائق القصر لأول مرة في مصر قبل المملكة المصرية الوسطى (2035–1668). كانت هذه الحدائق كبيرة الحجم للغاية، وتم تصميمها بأشكال هندسية. كانت برك حدائق القصر هائلة ومتعددة. في الألفية الثانية قبل الميلاد، كانت بركة حديقة الملك سنفرو كبيرة بما يكفي للقوارب التي يجدفها عشرين مجدفًا.
استخدم حكام مصر القديمة، مثل الملكة حتشبسوت (1503–1482 قبل الميلاد) ورمسيس الثالث (1198-1166 قبل الميلاد)، الأواني لإعادة أنواع الأشجار والزهور الجديدة إلى مصر التي اكتُشفت خلال فتوحاتهم في ليبيا وسوريا وبرقة.

## حدائق ممتعة
ابتداءً من عصر المملكة المصرية الحديثة، أصبحت حدائق المتعة سمة مشتركة للمساكن الفاخرة. وفقًا للرسومات الموجودة في مقابر طيبة من الأسرة المصرية الثامنة عشرة (1552-1296 قبل الميلاد)، كان تصميم الحدائق في ذلك الوقت قياسيًا. كان لديهم بركة، عادة ما تكون مستطيلة، في الوسط، مليئة بالأسماك الملونة، مع أزهار اللوتس في الماء والزهور حول الحواف. حول البركة كانت هناك صفوف متتالية من الأشجار، بما في ذلك الجميز، والنخيل، والغرينادين، بالتناوب مع أحواض الزهور. كانت حواف أحواض المياه منحدرة، مع درج لأسفل جانب واحد حتى يتمكن البستانيون من جمع المياه للري.
غالبًا ما كانت البركة محاطة بجدران أو أعمدة تدعم كروم العنب. تم تزيين الجدران والأعمدة بلوحات ملونة لأشخاص وحيوانات ونباتات مثل الخشخاش والورد.

## حدائق المعبد

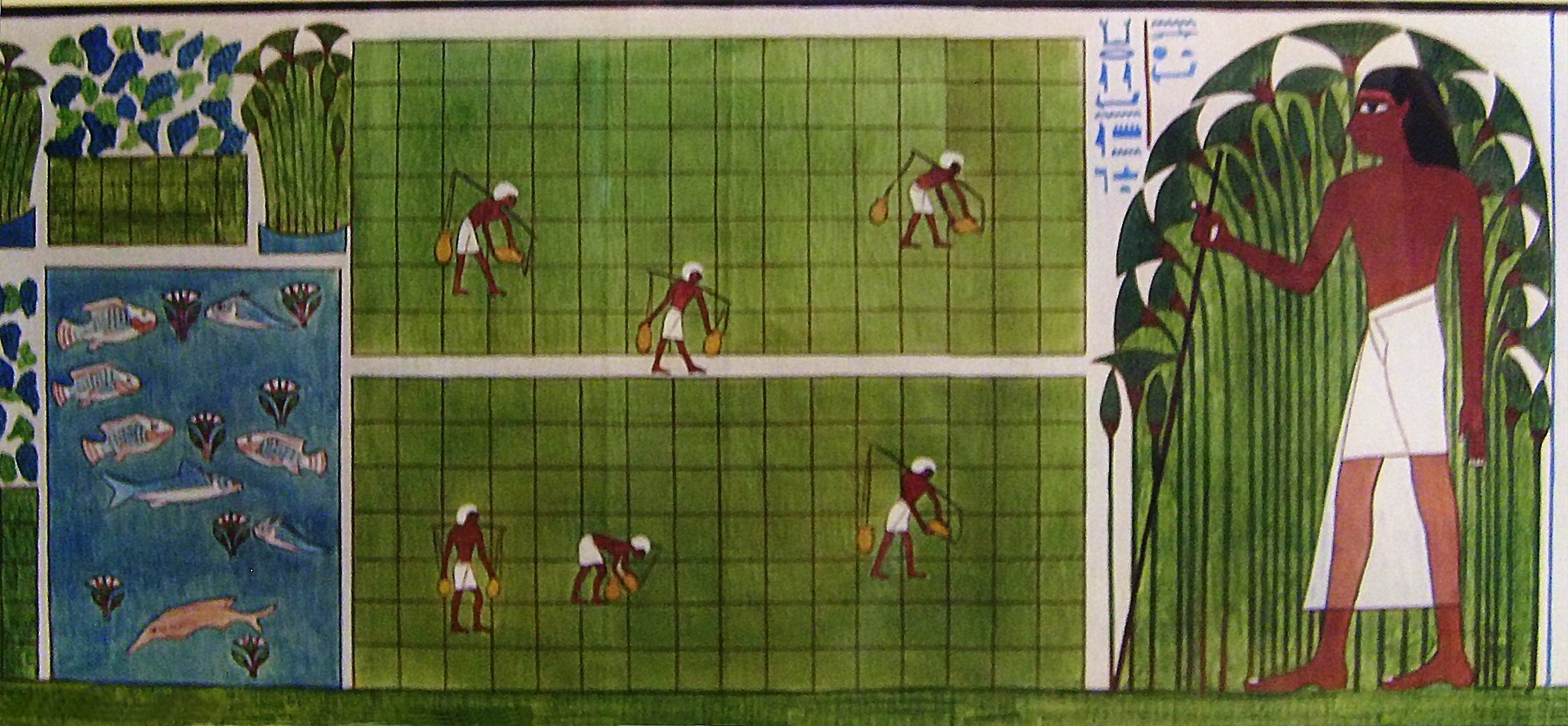
حدائق آمون من معبد الكرنك ، جدارية في مقبرة ناخ، البستاني الرئيسي، أوائل القرن الرابع عشر قبل الميلاد. (المتحف الملكي للفنون والتاريخ، بروكسل)

غالبًا ما كانت المعابد تحتوي على حدائق واسعة. كان معبد آمون في الكرنك يحتوي على ستة وعشرين حديقة مطبخ، إلى جانب حديقة نباتية مبكرة للغاية، والتي، حسب نقش، تحتوي على "جميع أنواع الزهور الجميلة والنباتات الغريبة الموجودة في الأرض الإلهية التي غزاها جلالة الملك. تظهر الترانيم المرسومة على جدران المقابر أن الاحتفالات الدينية تركزت على دورات الطبيعة وتغير الفصول. غالبًا ما كانت حدائق المعابد تحتوي على صفوف من أشجار التين والجميز (الشجرة المقدسة للإلهة حتحور) أو أشجار التماريس أو الصفصاف أو أشجار النخيل. امتدت صفوف الأشجار أحيانًا لعدة كيلومترات، وربطت عدة معابد. كانت المعابد نفسها بها باحات مزروعة بالأشجار. عندما زرعت صفوف من الأشجار بعيدًا عن النهر، كان لا بد من حفر الآبار على عمق عشرة أمتار للوصول إلى المياه للري. في عهد أمنحتب الثالث، كانت بعض المعابد مكرسة لإلهة على شكل شجرة، مع جذع لجسم وأغصان للذراعين. كان يعتقد أن هذه الإلهة تحمل الماء إلى الموتى لتروي عطشهم. كانت حدائق المعابد في كثير من الأحيان منازل للحيوانات المقدسة للآلهة، مثل أبو منجل والبابون. كانت الأزهار جزءًا من جميع الاحتفالات الدينية في زمن الإله آمون. أنتجت هذه الحدائق أيضًا الأعشاب الطبية والتوابل مثل الكمون والمردقوش واليانسون والكزبرة.

## الحدائق الجنائزية
كانت حدائق الجنازة نسخًا مصغرة من حدائق المنازل التي تم وضعها في المقابر. عادة ما كان لديهم منزل صغير مربع أو سرادق به أعمدة خشبية، محاط بجدار، داخل الجدار كان هناك حوض محاط بصف من الأشجار. كان المنزل يشبه الأكشاك في الحدائق، حيث كان المالك يلعب لعبة الداما أو يسترخي. كان الموتى محاطين تقليديًا بالأشياء التي كانوا سيستمتعون بها في الحياة، وكان من المتوقع أن يستمروا في الاستمتاع بحدائقهم في حياتهم الآخرة. نقش قبر واحد يقول: «أنت تنزه براحة بضفة بركتك الجميلة، يفرح قلبك من أشجارك وينعش تحت جميزك، قلبك يرضي بمياه آبارك التي صنعتها حتى سيستمر إلى الأبد».

## الأشجار والنباتات في الحديقة المصرية
تم استخدام الأشجار في الحدائق لإنتاج الفاكهة وللظل. تم العثور على تسعة عشر نوعًا مختلفًا من الأشجار في حدائق إنيني، المهندس المعماري للملك تحتمس الأول (1504–1492 قبل الميلاد). كانت أشجار الأثل المزهرة الوردية والسنط والصفصاف شائعة في الحدائق. كانت أشجار الجميز وأشجار تاماريسك تُزرع أحيانًا أمام المعابد.
قام قدماء المصريين بزراعة الجميز من عصر ما قبل الأسرات، وبكمية منذ بداية الألفية الثالثة قبل الميلاد. كان يعتقد أنها شجرة الحياة المصرية القديمة، وقد زرعت على أعتاب الحياة والموت. لاحظ زوهري وهوبف أن «الفاكهة والأخشاب، وأحيانًا الأغصان، ممثلة بشكل كبير في مقابر الممالك المصرية المبكرة والوسطى والمتأخرة.» خشب هذه الشجرة.
كانت أشجار النخيل الأكثر شيوعًا وأشجار التين ونخيل الدوم (دوم طيبة). تعتبر شجرة البرسيا مقدسة، وقد تم العثور عليها في حدائق المعابد والحدائق السكنية. تم تقديم شجرة الرمان خلال عصر الدولة الحديثة، وكانت تُقدَّر لرائحتها ولونها. ومن الثمار الأخرى المزروعة في الحدائق العناب والزيتون والخوخ. كانت الخضار تزرع للطعام أو للاحتفالات. كان يعتبر خس كوس مقدسًا وكان مرتبطًا بمين، معبود التكاثر، وكان يُعتقد أنه مثير للشهوة الجنسية. كان العنب يستخدم لصنع الزبيب والنبيذ. تظهر رسوم القبور أن كروم العنب كانت تزرع أحيانًا فوق العريشة لتوفير الظل للحديقة. كانت الزهور تربى في الحدائق لعمل باقات زينة ولإستخدامها في الاحتفالات الدينية. كانت أزهار الحديقة الشائعة هي الماندريك وبليس معمر والأقحوان وشقائق النعمان والخشخاش والياسمين والورد.
غالبًا ما كانت الأحواض المصرية مزينة باللوتس الأبيض والأزرق (بشنين أزرق) وأوراق البردي.

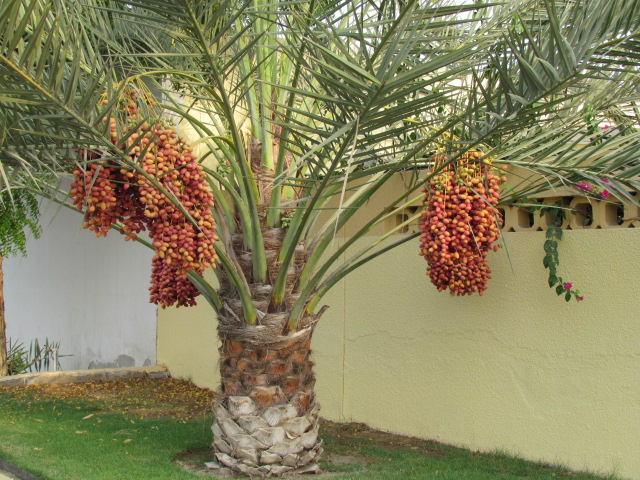
النخيل ، الذي استخدمه المصريون القدماء كغذاء ولصنع النبيذ. تعلم المصريون تلقيح الأشجار باليد.
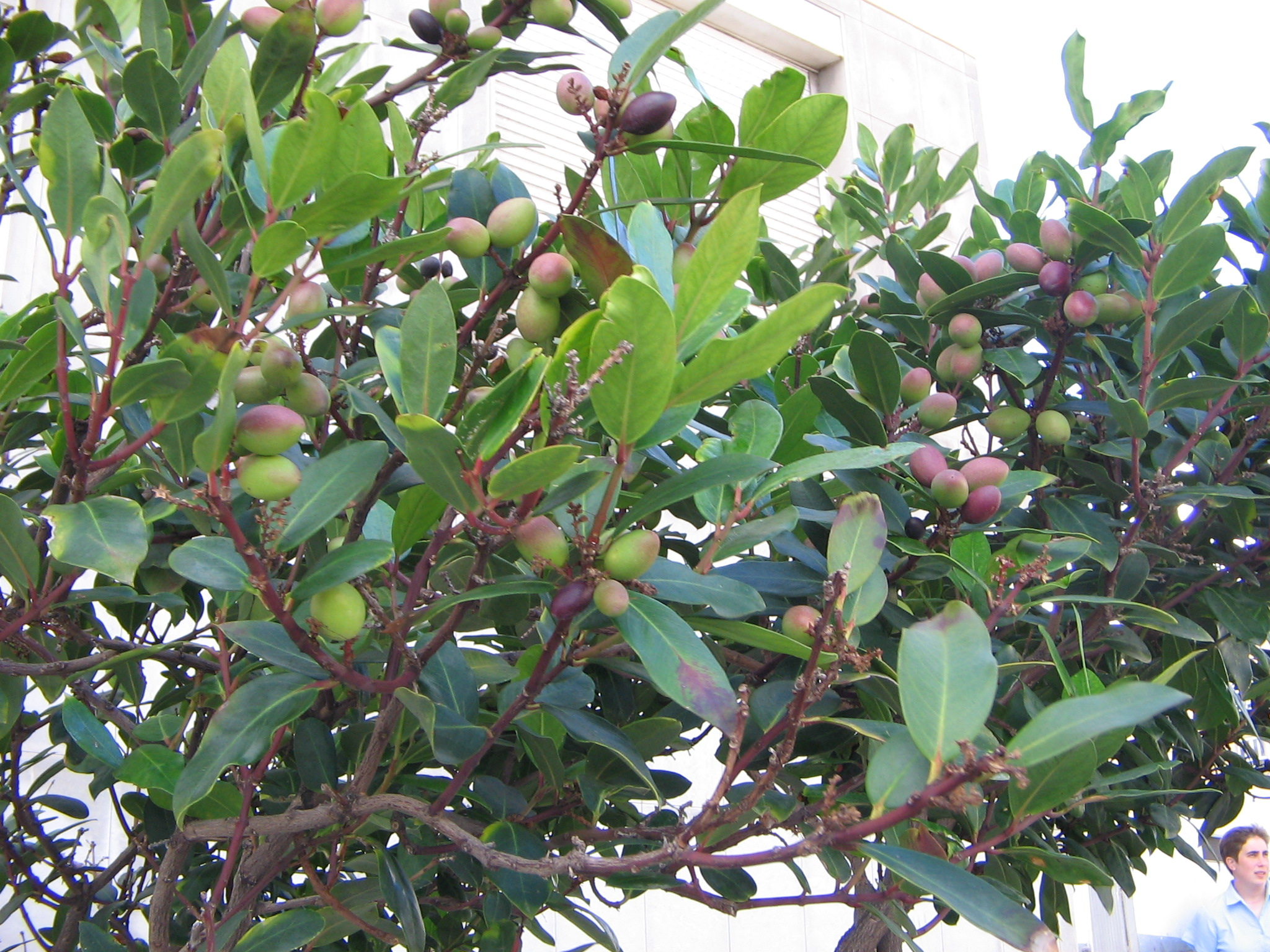
شجرة إنديكا بيرسيا، من نفس عائلة الأفوكادو، التي كانت شائعة في مصر، اختفت هناك ولكن لا يزال من الممكن العثور عليها في جزر الأزور وجزر الكناري.
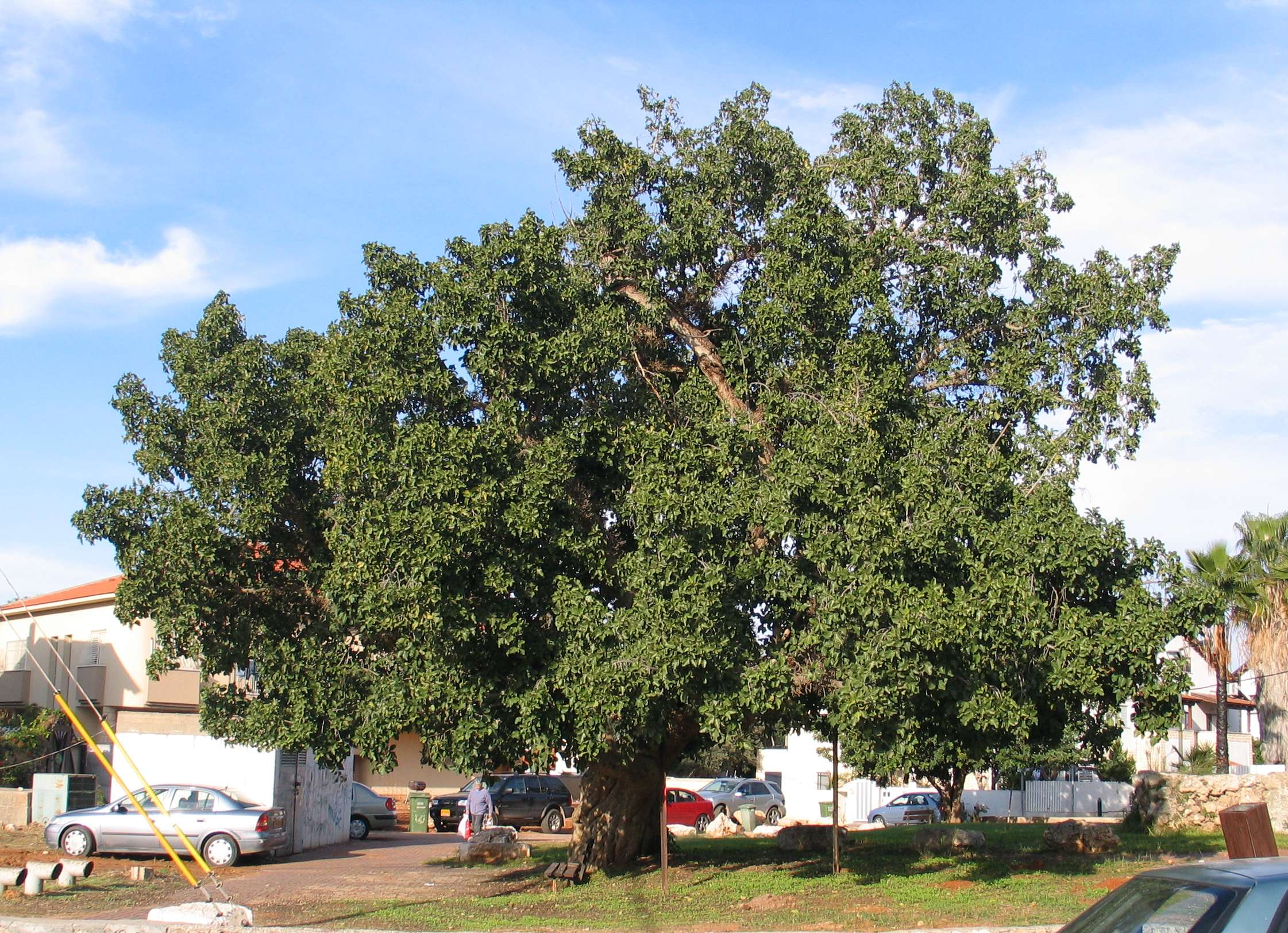
غالبًا ما يتم زرع الجميز للظل. غالبًا ما كانت تُزرع في المعابد، وكان خشبها يستخدم لصنع توابيت المومياوات.
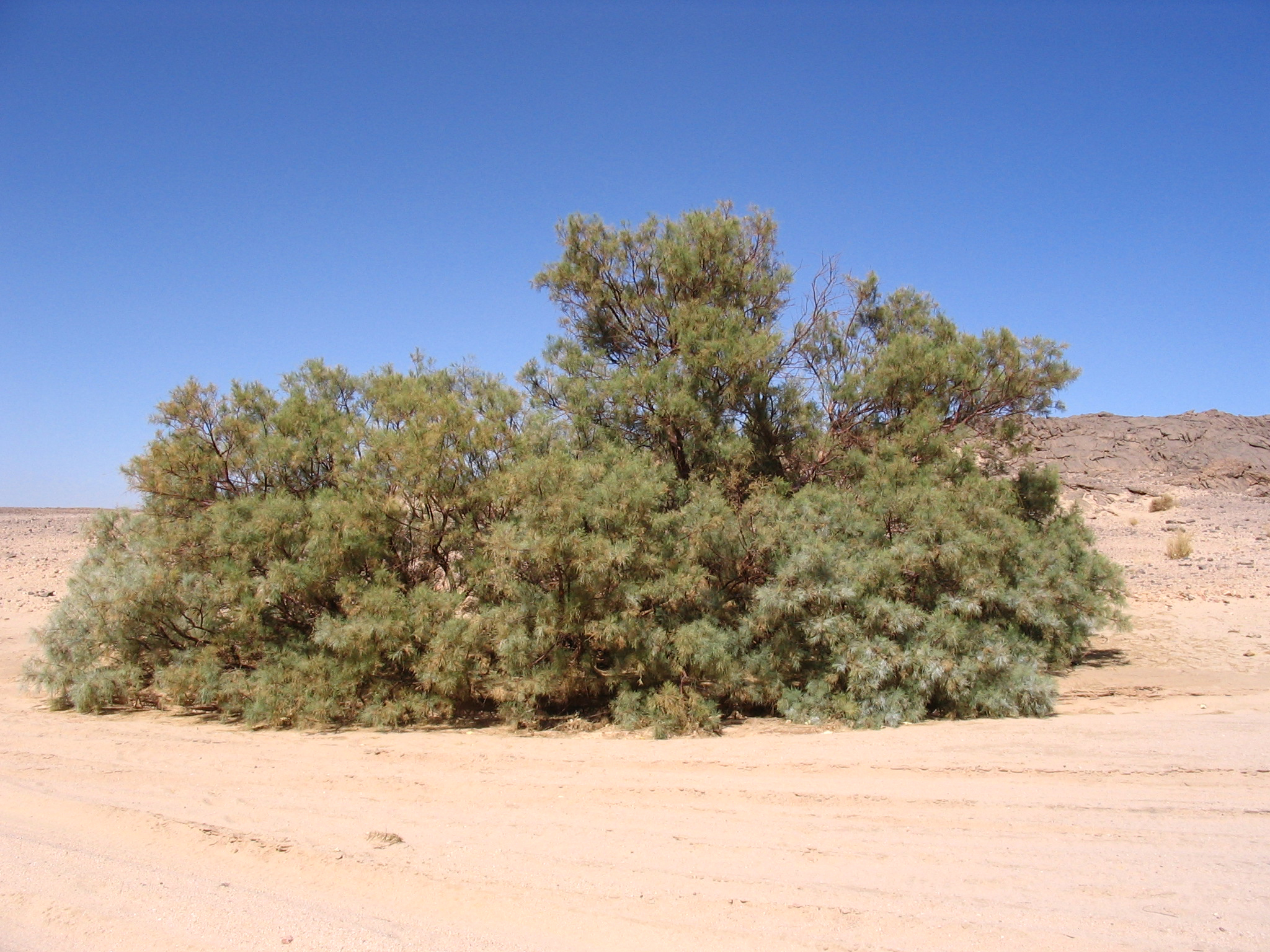
شجرة أثل، تستخدم للظل
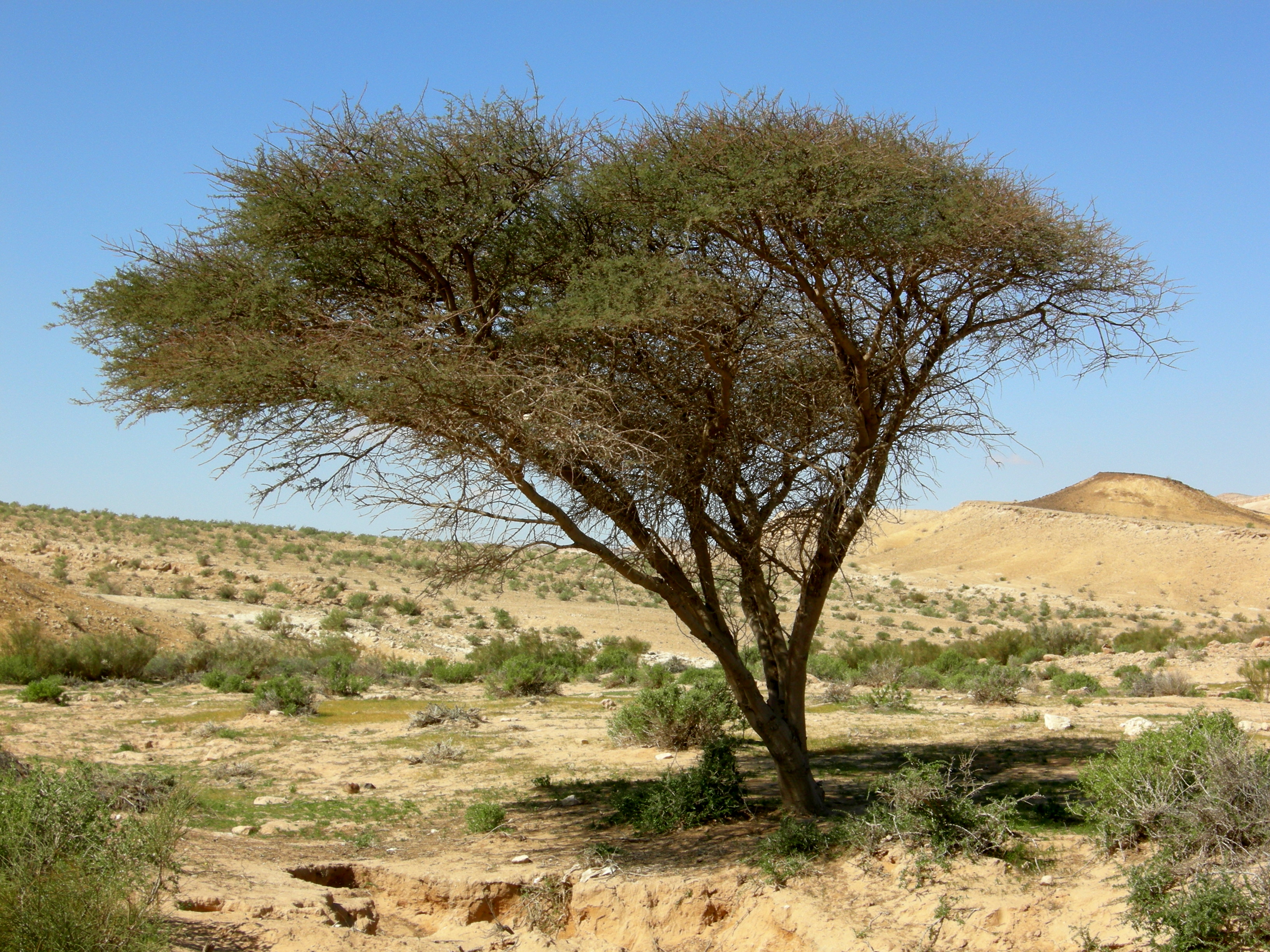
ارتبطت شجرة السنط بـ يوساست، معبودة الأساطير المصرية البدائية.
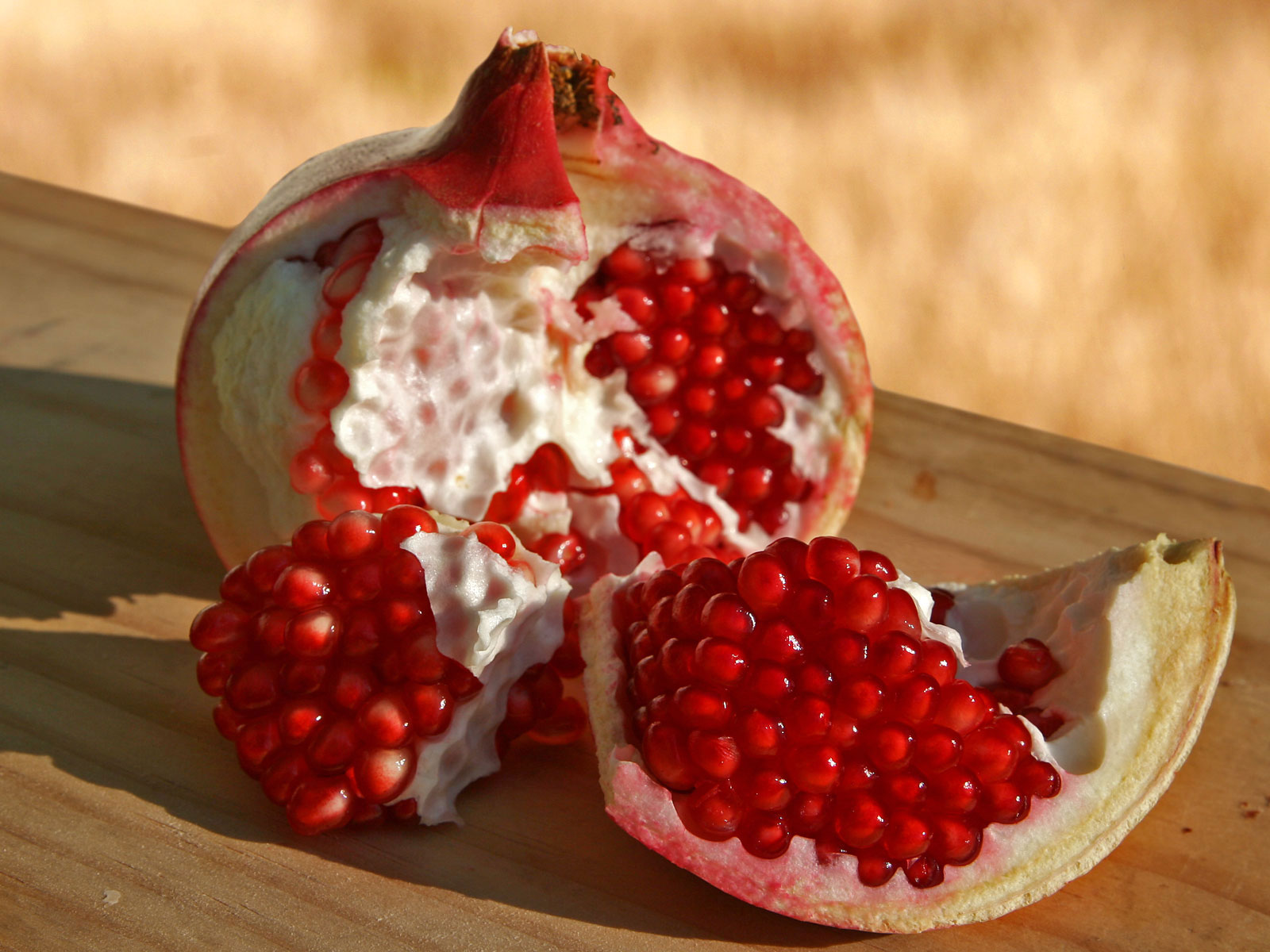
ثمرة شجرة الرمان، التي أدخلت خلال عصر الإمبراطورية المصرية، تستخدم كدواء ضد عدوى الدودة الشريطية المختلفة.
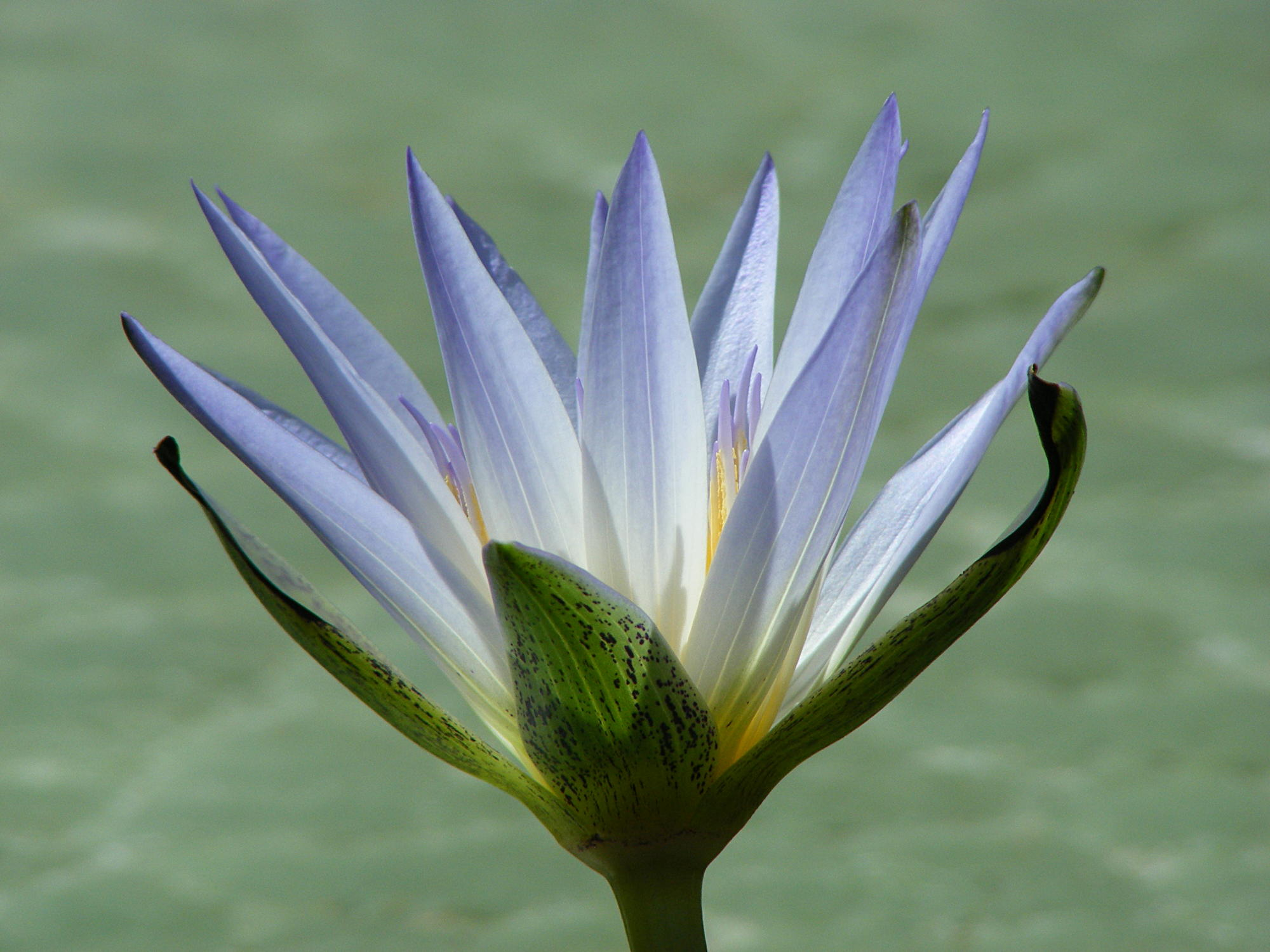
[[Nymphaea caerulea|اللوتس المصري الأزرق، يوجد في أحواض الحدائق
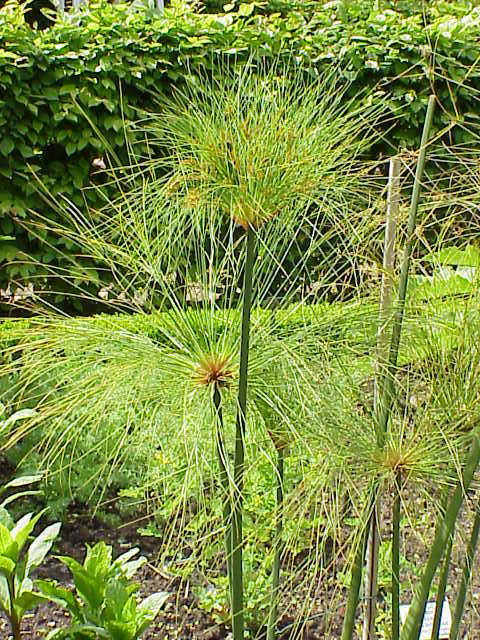
تم استخدام ورق سعد بردي كمادة للكتابة، ولصنع القوارب، وحتى للأكل.

## البرك والمسابح
كانت البرك والمسابح سمة مشتركة في الحدائق السكنية للأثرياء والأقوياء في مصر القديمة، وتظهر في عدد من لوحات المقابر. في بعض الأحيان، كما هو الحال في حديقة معبد حتشبسوت الجنائزي في الدير البحري، كانت البركة على شكل حرف T ، مع جزء واحد من T متصل بنهر أو قناة. كان الماء يرفع عادة إلى البركة من النهر باليد، أو باستخدام الشادوف. تمت تربية الأسماك المستخدمة في الطعام والزينة في البرك. كما أنها كانت موطنًا للطيور المائية
المهاجرة.
كانت الأزهار مثل اللوتس الأبيض والأزرق تزرع في البرك للزينة والاحتفالات، وكان من المعروف أن ورق البردي ينمو في الدير البحري. في وقت لاحق، أثناء الاحتلال الفارسي لمصر، تم إدخال اللوتس الوردي.

## الظل واللون والرائحة
كان الظل سمة مهمة في الحديقة، توفرها الأشجار وعنب العنب المدعوم بين الأعمدة. كتب شو ونيكلسون في وصف هذه الحدائق: «كان التأثير العام يتمثل في الظل البارد، المليء برائحة الزهور والأشجار. لذلك، تعد الحدائق من أكثر الأماكن شيوعًا في الحكايات الرومانسية المصرية».

## البستنة في مصر القديمة
كانت البستنة في مصر القديمة عملاً شاقاً للغاية؛ تطلبت الحدائق ريًا مستمرًا، بالمياه التي يتم حملها أو رفعها يدويًا، وإزالة الأعشاب الضارة، والعناية، بما في ذلك الإكثار الصناعي لنخيل التمر، الأمر الذي تطلب مهارة كبيرة. كانت هناك حاجة أيضًا إلى بذل جهد كبير لمنع الطيور من أكل المحاصيل. تم وضع مصائد بارعة للقبض على الطيور الغازية.